# Истмен, Джордж
Джордж Истмен (англ. George Eastman; 12 июля 1854, Уотервилл, штат Нью-Йорк — 14 марта 1932, Рочестер, штат Нью-Йорк) — американский предприниматель и изобретатель, основатель компании Eastman Kodak.

## Биография

### Детство и юность
Истмен родился в 1854 году в Уотервилле (штат Нью-Йорк), в семье небогатого бизнесмена Джорджа Вашингтона Истмена и Марии Истмен (урожденной Килборн), на ферме, которую его родители купили в 1849 году. Он был младшим сыном и у него было две сестры, Эллен Мария и Кэти. Он был в основном самоучкой, хотя, когда ему исполнилось восемь лет, он учился в частной школе в Рочестере. В начале 1840-х годов его отец основал бизнес-школу Eastman Commercial College в Рочестере (штат Нью-Йорк). Поскольку здоровье его отца начало ухудшаться, семья отказалась от фермы и переехала в 1860 году в Рочестер. Его отец умер от расстройства мозга в мае 1862 года. Чтобы хоть как-то содержать семью, мать вынуждена была сдавать комнаты постояльцам.
Вторая дочь, Кэти, заболела полиомиелитом в раннем возрасте и умерла в конце 1870 года, когда Джорджу было 15 лет. Молодой Джордж рано ушёл из школы и начал помогать семье. Он устроился работать в страховую компанию с окладом всего 3 доллара в неделю. Этого едва хватало, чтобы прокормить семью, и тогда Джордж взялся за дополнительную работу в банке Рочестера, а по вечерам самостоятельно стал изучать бухгалтерию. Когда Истмен начал добиваться успеха в своём фотографическом бизнесе, он поклялся отплатить матери за трудности, с которыми она столкнулась при его воспитании.

### Рождение компании
В возрасте 24 лет Истмен решил отдохнуть в Санто-Доминго и запечатлеть на фотопластинки все красоты города. Однако купленный фотоаппарат оказался настолько громоздким и неудобным в транспортировке и эксплуатации, что он решил отказаться от этой идеи. Но с этого момента все его мысли были заняты фотографией: он поставил перед собой цель максимально упростить этот трудоёмкий процесс.
В 1879 году Истмен построил машину для изготовления сухих броможелатиновых фотопластинок, а с сентября 1880 года начал выпускать сами фотопластинки.. 1 июня 1881 года была зарегистрирована «Компания сухих пластинок Истмена» (англ. Eastman Dry Plate Company). В 1883 году его фирма выпустила рулонную плёнку, которая подходила практически ко всем фотоаппаратам со стеклянными пластинками. В 1884 году партнёрство Истмен-Стронг дало начало новой фирме — «Компании по производству сухих пластинок и фотоплёнки» (англ. Eastman Dry Plate and Film Company).
Летом 1888 года был выпущен первый фотоаппарат под маркой Kodak. Он представлял собой небольшую ящичную камеру: затвор был с одной выдержкой, объектив с постоянной диафрагмой давал резкое изображение от 2,5 м до бесконечности, а заряжался фотоаппарат плёнкой на 100 кадров. Его полная стоимость составляла 25 долларов. Ещё одним следствием создания рулонной фотоплёнки стало изобретение Томасом Эдисоном киноплёнки, использованной в 1891 году в первом варианте «Кинетографа». Первая киноплёнка была получена разрезанием фотоплёнки Истмена вдоль.
4 сентября 1888 года Kodak был зарегистрирован как товарный знак. В 1889 году был создан концерн Eastman Company, а с момента регистрации в Нью-Йорке в 1892 году компания стала носить имя Eastman Kodak Company. В 1901 году компания была зарегистрирована в американском штате Нью-Джерси под названием Eastman Kodak Company of New Jersey, под которым она существует и по сей день.

### Маркетинг
Истмен уделял особое внимание рекламе компании и лично сам писал рекламные тексты для первой продукции Kodak. В 1888 году он придумал лозунг: «Вы нажимаете кнопку — мы делаем остальное», который красовался на фасаде фабрики в Рочестере, а также в многочисленных рекламных проспектах.
Ещё одной его находкой стало само название компании — Кодак.

Сам Истмен говорил:

Я сам придумал это слово. «К» — моя любимая буква алфавита. Она кажется мне сильной и запоминающейся. Мне пришлось перепробовать множество комбинаций букв, прежде чем получилось слово, начинающееся и заканчивающееся на букву «К». «Кодак» — результат моих попыток.
Оригинальный текст (англ.)I devised the name myself. The letter "K" had been a favorite with me -- it seems a strong, incisive sort of letter. It became a question of trying out a great number of combinations of letters that made words starting and ending with 'K'. The word 'Kodak' is the result.

### Социальные преобразования
Истмен всегда уделял особое внимание сотрудникам своей компании, причём акцентировался не только на жаловании. Так, он стал первым, кто ввёл пособия по уходу на пенсию, страхования жизни и пособия по нетрудоспособности для своих работников. В эпоху растущей деятельности профсоюзов Истмен стремился противостоять профсоюзному движению, разрабатывая программы льгот для работников, включая программу распределения прибыли для всех работников, внедрённую в 1910 году.

### Культурная деятельность
Истмен является основателем Истменовской школы музыки. Был широко известен своей благотворительной деятельностью, в особенности помощью стоматологическим клиникам. Также располагал крупной частной коллекцией картин.

### Поздние годы
В последние 2 года жизни здоровье Истмена резко ухудшилось, и вскоре он узнал от врача, что неизлечимо болен. 14 марта 1932 года он покончил жизнь самоубийством, выстрелив из пистолета себе в сердце. В предсмертной записке он написал: «Для моих друзей. Моя работа закончена. Зачем ждать?» Джордж Истмен, который так и не женился, был похоронен на территории основанной им компании Kodak в Рочестере. Он был близок с матерью, сестрой и её семьей. У него были длительные платонические отношения с женой делового партнера Джорджа Дикмана Джозефин Дикман, особенно сблизившись с ней после смерти его матери в 1907 году. Он также был страстным путешественником и любил играть на пианино.
Часто повторяемая городская легенда рассказывает, что фотограф и музыкант Линда Маккартни (урожденная Истмен, первая жена Битла сэра Пола Маккартни) была связана с семьей Джорджа Истмена, но это совершенно неверно. Её отец имел русское еврейское происхождение и изменил свою фамилию на Истмен, прежде чем стать известным адвокатом.

## Память
- В 1930 году он был награждён золотой медалью Американского института химиков.
- В 1934 году был открыт памятник Джорджу Истмену в Kodak Park (ныне бизнес-парк Eastman)[12].
- 12 июля 1954 года Почтовое отделение США выпустило трёхцентовую юбилейную марку, приуроченную к 100-летию со дня рождения Джорджа Истмена, которая была впервые выпущена в Рочестере[13].
- В том же 1954 году, в ознаменование 100-летия Истмена, Университет Рочестера установил знак меридиана возле центра парка Истмена в кампусе Университета Рочестера, используя подарок от бывшего сотрудника Истмена и выпускника Университета Чарльза Ф. Хатчисона[14].
- Осенью 2009 года примерно в 18 м к северу к северо-востоку от меридиана в парке Истмена Университета Рочестера была установлена статуя Истмена.
- В 1966 году дом Джорджа Истмена был объявлен национальным историческим памятником.
- Аудитория Школы химического машиностроения им. Дейва С. Свальма при Государственном университете Миссисипи названа в честь Истмена, в знак признания его вдохновения для Свальма.